# Grenze zwischen Belarus und der Ukraine
Die Grenze zwischen Belarus und der Ukraine ist eine Landgrenze im Osten Europas. Sie verläuft zwischen dem Süden von Belarus und dem Nordwesten der Ukraine.

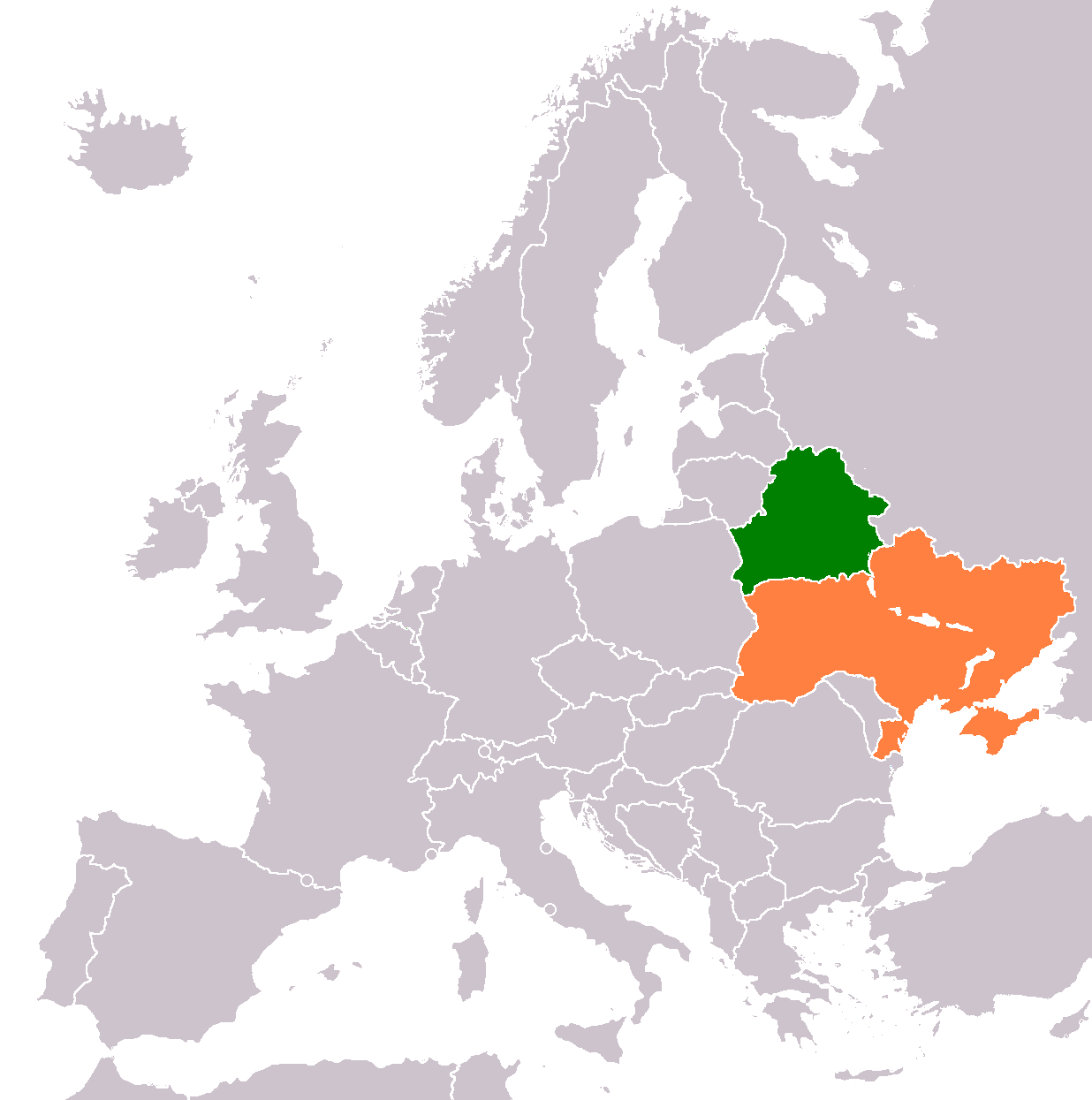
Grenze zwischen der Ukraine und Belarus

## Verlauf
Die 1084 km lange Grenze
beginnt am Dreiländereck Belarus-Polen-Ukraine am Ufer des Westlichen Bug nahe der polnischen Stadt Włodawa. Sie verläuft danach grob in Ost-West-Richtung durch die historische Landschaft Polesien im Gebiet der Prypjatsümpfe und durch nach der Nuklearkatastrophe von Tschernobyl radioaktiv kontaminierte Wälder, bis zur Einmündung des Dnepr in den Kiewer Stausee. Dem Dnepr, der ab hier auf einer Länge von etwa 120 Kilometer der Grenzfluss zwischen den Ländern ist, folgt die Grenze flussaufwärts in nordöstliche Richtung. Nachdem der Grenzverlauf bei Lojeu den Dnepr verlässt, verläuft die Grenze, über eine Strecke von etwa 25 Kilometern, über den Dnepr-Nebenfluss Sosch bis zum Dorf Skytok und von dort, auf den letzten etwa 100 Kilometern, wieder in Richtung Osten auf das Dreiländereck Russland-Ukraine-Belarus zu, wo sie südöstlich von Homel bei Senkiwka endet.

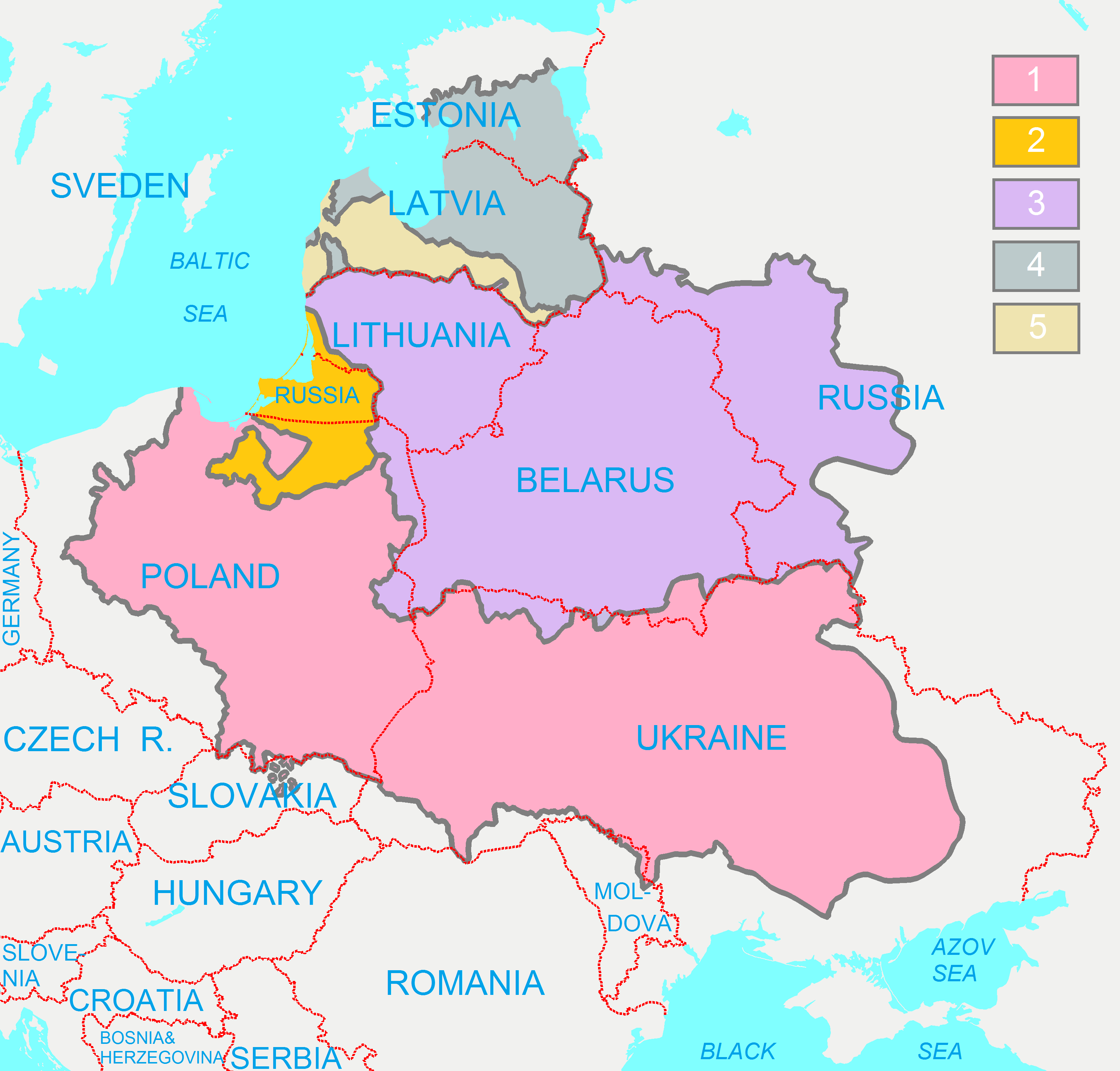
Grenzverlauf 1619, heutige Grenzen rot liniert

## Geschichte
Bereits 1569 legte die Union von Lublin, welche die Adelsrepublik Polen-Litauen begründete, bei der Aufteilung zwischen dem Großherzogtum Litauen und dem Königreich Polen die ungefähr gleiche Grenzlinie fest. (→ siehe Karte rechts)
Der heutige Grenzverlauf wurde im September 1939, nach der Besetzung Ostpolens durch die Sowjetunion, welche die eroberten Gebiete Westweißrusslands der Weißrussischen SSR und die Westukraine der Ukrainischen SSR zuschlug, als Grenze zwischen diesen Unionsrepubliken festgelegt. Von Juni 1941 bis 1944 bestand auf dem Gebiet des heutigen Belarus der deutsche Generalbezirk Weißruthenien, der nach der Rückeroberung durch die Rote Armee wieder eine Unionsrepublik der UdSSR wurde.
Nach dem Zerfall der Sowjetunion bildete sich aus der Weißrussischen SSR das unabhängige Belarus und aus der Ukrainische SSR die unabhängige Ukraine bei Beibehaltung ihrer bisherigen Grenzen. In dem am 17. Juni 1995 zwischen beiden Staaten abgeschlossenen Vertrag über Freundschaft, gute Nachbarschaft und Zusammenarbeit wurde die Unverletzlichkeit der zwischen ihnen bestehenden Staatsgrenzen bestätigt und anerkannt sowie auf gegenseitige territoriale Ansprüche, auch zukünftig, verzichtet. Am 12. Mai 1997 wurde ein Staatsgrenzabkommen zwischen Belarus und der Ukraine unterzeichnet, das noch im selben Jahr von der ukrainischen Werchowna Rada und 2010 von der Nationalversammlung von Belarus ratifiziert wurde. Am 18. Juni 2013 tauschten die Parteien Ratifikationsurkunden aus.
Der belarussische Staatspräsident Aljaksandr Lukaschenka ließ am 2. Juli 2021 die Grenze zur Ukraine schließen. Angeblich haben, gemäß Lukaschenko, belarussische Behörden terroristische Schläferzellen, die in Verbindung mit Deutschland, der Ukraine, den USA, Polen und Litauen standen, enttarnt und zerschlagen, deren Ziel es gewesen sei, die belarussische Regierung mit Gewalt zu stürzen. Zudem sei eine große Menge an Waffen aus der Ukraine nach Belarus gekommen.
Am 24. Februar 2022 begannen russische Streitkräfte den Überfall auf die Ukraine. Am 11. November 2022 gab die Ukraine bekannt, an der Grenze an einigen Stellen (in den Regionen Riwne und Tschytomyr) eine Betonwand und Sperranlagen zu errichten. In der Region Wolyn sei ein drei Kilometer langer, mit Stacheldraht bewehrter Wall errichtet worden.

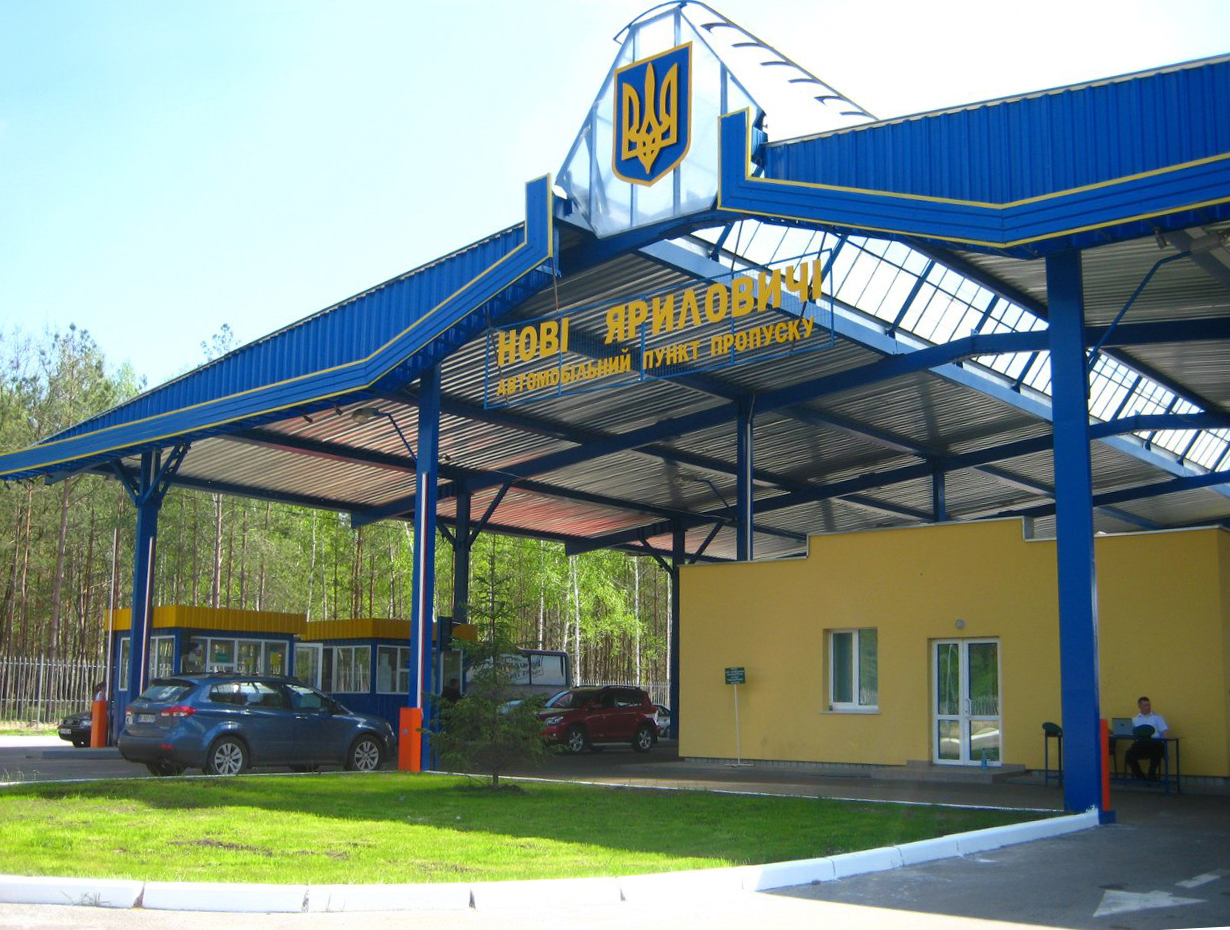
Grenzkontrollstelle Nowi Jarylowytschi an der ukrainisch-belarussischen Grenze

## Grenzübergänge
| Grenzübergang Belarus                               | Grenzübergang Ukraine                          | Art des Überganges | Koordinaten                      |
| --------------------------------------------------- | ---------------------------------------------- | ------------------ | -------------------------------- |
| Tamaschouka (Тамашоўка)                             | Pulemez                                        | Straße             | 51° 33′ 23,6″ N, 23° 38′ 13,3″ O |
| Oltusch (Олтуш)                                     | Pischtscha                                     | Straße             | 51° 38′ 27,8″ N, 23° 52′ 37,5″ O |
| Makrany (Макраны)                                   | Domanowe                                       | Straße             | 51° 49′ 35,1″ N, 24° 18′ 47″ O   |
| Machro (Махро)                                      | Dolsk                                          | Straße             | 51° 56′ 7,3″ N, 25° 32′ 51″ O    |
| Newel (Невель)                                      | Prykladnyky                                    | Straße             | 51° 55′ 32,9″ N, 25° 50′ 41,8″ O |
| Werchni Zerabjaschou (Верхні Церабяжоў) (Retschyza) | Horodyschtsche                                 | Straße             | 51° 49′ 21,8″ N, 26° 41′ 33,2″ O |
| Hluschkawitschy (Глушкавічы)                        | Maidan-Kopyschtschenskyj (Майдан-Копищенський) | Straße             | 51° 32′ 23,4″ N, 27° 50′ 39,2″ O |
| Nowaja Rudnja (Новая Рудня)                         | Wystupowytschi                                 | Straße             | 51° 37′ 40,8″ N, 29° 5′ 16,6″ O  |
| Aljaksandrauka (Аляксандраўка)                      | Wiltscha                                       | Straße             | 51° 24′ 19,9″ N, 29° 27′ 10,5″ O |
| Kamaryn                                             | Slawutytsch                                    | Straße             | 51° 23′ 37,8″ N, 30° 38′ 25,2″ O |
| Nowaja Huta (Новая Гута)                            | Nowi Jarylowytschi                             | Straße             | 52° 4′ 56,6″ N, 30° 57′ 49,5″ O  |
| Wesjalouka (Весялоўка)                              | Senkiwka                                       | Straße             | 52° 6′ 42,5″ N, 31° 46′ 51,6″ O  |

## Grenzregionen
Die Grenzregionen der beiden Staaten sind, infolge radioaktiven Niederschlags nach der Nuklearkatastrophe von Tschernobyl, zum Teil stark kontaminiert. 
Im Süden von Belarus liegen folgende Regionen an der Grenze zur Ukraine (von West nach Ost):
- Breszkaja Woblasz
- Homelskaja Woblasz

Im Norden der Ukraine liegen folgende Regionen an der Grenze zu Belarus (von West nach Ost):
- Oblast Wolyn
- Oblast Riwne
- Oblast Schytomyr
- Oblast Kiew
- Oblast Tschernihiw